# Salman Toor
Salman Toor (Lahore, Pakistan 1983) is een Pakistaans-Amerikaanse kunstschilder. Hoewel hij in eerste instantie sterk geïnspireerd was door verscheidene oudere meesters, zijn zijn eigen queerness, zijn immigrant-zijn en zijn vrienden meer recent een belangrijke bron van het werk geworden.

## Vroege biografie
Toor werd geboren in Pakistan in 1983, in een gegoed gezin. Hij tekende vanaf zijn vijfde al veel en bleek al snel een natuurtalent. Op zijn vijftiende probeerde hij tegenover zijn ouders uit de kast te komen. Zijn ouders deden dit af als een jeugdgril, een relatief milde reactie in een land waarin homoseksualiteit strafbaar is. Hij omschrijft zijn eigen gedrag uit zijn jeugd als feminien, wat hem het middelpunt van pestgedrag maakte. Toch maakte hij drie levenslange vrienden in deze periode, die allen naar het Westen trokken om te studeren en werken en net als hem queer zijn, met wie hij tot op heden contact houdt. Hij zou met één van hen, zanger Ali Sethi, in 2016 een relatie krijgen.
Toor trok in 2002 ook naar Amerika en volgde een studie aan Ohio Wesleyan University. Hier studeerde hij af in 2006, waarna hij eerst probeerde te werken voor een kunstblad. Dit hield hij slechts enkele maanden vol omdat hij zich te weinig kon wijden aan zijn eigen kunst. Hij vervolgde zijn studie met het Pratt Institute, een New Yorkse kunstacademie in 2009. Voor, tijdens en vlak na zijn afstuderen was hij sterk geïnteresseerd in het realisme van de Renaissance schilders. Hij had zich daarnaast ook verdiept in de Indiaanse traditie en dan specifiek tijdens de Mogolen. Desondanks vond deze traditie zijn weg veel minder naar zijn eigen werk dan het Renaissance realisme dat deed. Meer recent, in 2016, maakte Toor een draai naar meer cartoonachtige kunst, culminerend in een graphic novel dat hij met een vriendin, Alexandra Atiya, tekent. Sinds 2018 is zijn werk meer expliciet queer. Hij werkt daarnaast ook veel met de kleur groen.

## Invloeden
Toor is, zoals al eerder gezegd, sterk beïnvloed door oude meesters. Zo noemt hij zelf Peter Paul Rubens, Antoon van Dyck, Caravaggio en Antoine Watteau als grote invloeden. Naast deze invloeden is ook Johannes Vermeer als sterke invloed aan hem toegeschreven, net als Pablo Picasso en Amedeo Modigliani. Zijn meer recente werk doet sterk aan Henri de Toulouse-Lautrec denken en roept door de absint-groene kleur herinneringen aan het bohemien Montmartre van rond de eeuwwisseling op.
Door Christie's wordt Toor ook wel een luide stem binnen de 'New Queer Intimists' genoemd, een losse groep Lgbt-kunstenaars.